# Њу Игл (Пенсилванија)
Њу Игл (енгл. New Eagle) град је у америчкој савезној држави Пенсилванија.

## Демографија
По попису из 2010. године број становника је 2.184, што је 78 (-3,4%) становника мање него 2000. године.
| Група             | 2000.         | 2010.         |
| Белци             | 2.192 (96,9%) | 2.120 (97,1%) |
| Афроамериканци    | 25 (1,1%)     | 18 (0,8%)     |
| Азијати           | 11 (0,5%)     | 14 (0,6%)     |
| Хиспаноамериканци | 2 (0,1%)      | 11 (0,5%)     |
| Укупно            | 2.262         | 2.184         |